# Матьковцы
Матьковцы (бел. Мацькаўцы) — агрогородок в Вилейском районе Минской области Белоруссии, в составе Ильянского сельсовета. Население 334 человека (2009). До 2013 года входил в состав Ольковичского сельсовета, после его ликвидации в 2013 году агрогородок перешёл в Ильянский.

## География
Агрогородок Матьковцы находится в 10 км к северо-востоку от центра сельсовета агрогородка Илья и в 30 км к востоку от центра города Вилейка. Матьковцы расположены близ границы с Логойским районом. В 3 км к югу протекает река Илия. Через село проходит автодорога Р63 на участке Стайки — Вилейка. Ещё одна дорога ведёт из села в Ольковичи.

## Достопримечательности
- Усадьба Богдановичей. Построена родом Богдановичей в конце XIX — начале XX века. Усадебный дом не сохранился. Сохранившиеся постройки — мельница и конюшня (хозпостройка).